# هازلهورست
هازلهورست (مسيسيبي) (بالإنجليزية: Hazlehurst, Mississippi)‏ هي مدينة تقع في الولايات المتحدة في مقاطعة كوبيا. يقدر عدد سكانها بـ 4,400 نسمة ومساحتها 11.5 كم2 وترتفع عن سطح البحر 145 متر.

## أعلام
- لويس تيلمان
- روي هيلتون
- آلفين س. كوكريل
- بين غاري
- جوني تمبل